# Aeronca 65 Super Chief
Aeronca 65 Super Chief — лёгкий двухместный самолёт общего назначения, выпускавшийся серийно в США компанией Aeronca Aircraft Inc с 1939 по 1945 год. За это время был выпущен 1221 самолёт в различных модификациях.

## История
После выхода на рынок самолёта Aeronca 50 Chief работы по усовершенствованию машины не прекращались. В конце 1939 года в Aeronca установили на Chief новый, более мощный 65-сильный двигатель Continental A-65 и модернизировали топливную систему, что значительно улучшило лётные характеристики самолёта. Машине дали новое имя Aeronca 65 Super Chief.
Машины выпустили на рынок в самом конце 1939 года по цене от 1895 долларов. Самолёт в различных модификациях выпускался до 1945 года, когда на рынок выпустили модели Aeronca 7 Champion и  Aeronca 11 Chief, многое позаимствовашие от своего предшественника.
В настоящее время в рабочем состоянии остаются не более десятка машин.

## Конструкция
Самолёт построен по схеме высокоплана. Фюзеляж формировался из алюминиевых труб и балок, обтянутых просмоленной прочной тканью. Крылья имеют ячеистую структуру. В оригинале формировались из еловых лонжеронов и стрингеров, обтягиваемых тканью. Снизу крылья подпираются двумя металлическими подкосами каждое.
Шасси неубираемые, с управляющим хвостовым колесом. Кабина полностью остеклена, имеет обогрев и освещение. Пилот и пассажир находятся рядом друг с другом. За их спинами располагается багажная полка.
Винт двухлопастной, установлен в передней части фюзеляжа. Шаг винта неизменяемый.

## Лётно-технические характеристики
Источник данных: Уголок неба

Технические характеристики
- Экипаж: 1 чел.
- Пассажировместимость: 1 чел.
- Длина: 6,30 м
- Размах крыла: 10,90 м
- Высота: 2,00 м
- Площадь крыла: 15.70 м²
- Масса снаряжённого: 0,566 т
- Силовая установка: 1 × ПД Continental A-65
- Мощность двигателей: 1 × 65 л. с.

Лётные характеристики
- Максимальная скорость: 174 км/ч
- Крейсерская скорость: 154 км/ч
- Практическая дальность: 800 км
- Практический потолок: 4500 м

## Модификации
- Aeronca 65C Chief  — Aeronca 50 Chief с мотором Continental A-65. Построено 279 экземпляров.
- Aeronca 65CA Super Chief — Мотор Continental A-65, изменена топливная система, увеличен объём бака. Построено 655 экземпляров.
- Aeronca 65LA Chief  — Aeronca 50 Chief с более дешёвым модернизированным мотором Lycoming O-145 мощностью 65 л.с. Построено 87 экземпляров.
- Aeronca 65LB Super Chief — Мотор Lycoming O-145 мощностью 65 л.с., изменена топливная система, увеличен объём бака. Построено 199 экземпляров.
- Aeronca 6 — экспериментальный самолёт, выпущен в 1941 году в 1 экземпляре на основе модели 65CA Super Chief. Обшивка полностью состояла из металлических листов. Мотор Continental C-75, мощностью 75 л.с. В серию не пошёл. Бортовой номер - NX34484.